# موش کور حشره‌خوار لاغر
موش کور حشره‌خوار لاغر (نام علمی: Uropsilus gracilis) نام یک گونه از سرده موش کورهای حشره‌خوار است.